# Piotr Siemionowski
Piotr Siemionowski (ur. 6 czerwca 1988 w Mrągowie) – polski kajakarz, dwukrotny mistrz świata, olimpijczyk z Londynu (2012).

## Kariera
Był zawodnikiem Zawiszy Bydgoszcz. Złoty medalista mistrzostw świata w konkurencji kajaków w 2011 roku w Szeged na dystansie 200 m. Rok wcześniej, w Poznaniu, zdobył brązowy medal również na dystansie 200 m.
Na igrzyskach olimpijskich w 2012 roku w konkurencji K-1 na dystansie 200 m zajął 6. miejsce w finale B i ostatecznie został sklasyfikowany na 14. pozycji.
Został zdyskwalifikowany przez Polską Agencję Antydopingową na okres dwóch lat, od 18 czerwca 2021 do 17 czerwca 2023, w związku z wykryciem klomifenu.
Został żołnierzem Wojska Polskiego w stopniu starszego szeregowego.

## Odznaczenia
- Złoty Medal "Za zasługi dla obronności kraju" – 2011[4]